# 9902 Кіркпатрік
9902 Кіркпатрік (9902 Kirkpatrick) — астероїд головного поясу, відкритий 3 липня 1997 року.
Тіссеранів параметр щодо Юпітера — 3,647.